# Син Пундан
Син Пунда́н (кор: 신분당선; ханча: 新盆唐線; буквально «Новая линия Пундан»)) — пригородная линия Сеульского метрополитена длиной 33.7 км. Линия проходит с севера на юг, соединяя центр Сеула с районом Каннамгу и пригородом. На всех станциях линии установлены платформенные раздвижные двери. Поезда этой линия метро работают без водителя. На некоторых участках скорость движения превышает 90 км/ч.
Линия насчитывает 16 станций и пересекается с другими линиями: Пундансон, Кёнган, второй, третьей, седьмой и девятой.
Оператор линии — «Neo Trans». Депо находится в километре от станции Чонджа́. Все составы управляются с помощью системы «Communications-based train control».
Строительство линии началось в 2005 году, и плану она должна была открыться в июле 2011 года, но из-за наводнения открытие перенесли на октябрь.
В начале марта 2016 года открылась подземная автобусная пересадочная станция, где на автобусных платформах установлены двери, через которые пассажиры автобусов со всего Сувона могли напрямую пересесть в метро.

## Стоимость
Стоимость проезда по линии Син Пундан выше, чем обычная стоимость проезда в остальной части сеульского метро. Минимальная стоимость проезда в настоящее время составляет 2150 вон (базовая стоимость проезда в метро составляет 1250 вон вместе с доплатой 900 вон за пользование линией). Если кто-то пересекает станцию Чонджа, взимается ещё 200 вон сверх дополнительных 900 вон.

## Развитие
Линию запланировали, чтобы облегчить движение из центра Сеула в жилой район Пундангу, который входит в Сеульскую агломерацию. На строительство, которое шло более пяти лет, было потрачено 1,169 млрд. вон.
Второй участок — продолжение первого на юг, длиной 12,7 км построят к 2016 году.
Третий участок будет пересекаться с 1, 3, 7 и 9 линиями, а также с линией Чунъансон. Син Пундан будет проходить в тоннеле под рекой Хан, строительство тоннеля завершено в августе 2009 года.

## Работа линии
Линия работает с 5:30 до 0:30. Интервал движения поездов составляет 2,5 мин. в час пик и 8 мин. в обычное время. Скорость  движения составов на линии колеблется от 90 км/ч до 120км/ч. Длина платформ 200 м, составы состоят из десяти вагонов. Поезда полностью автоматизированы и управляются без участия машиниста.

## Станции
| Номер станции | Название                      | Название Хангыль    | Название Ханча      | Пересадка на линии | Длина участка в км | Суммарная длина | Район   | Район    |  |
| D07           | Каннам                        | 강남                | 江南                | Линия 2            | -                  | 0               | Сеул    | Каннамгу |  |
| D08           | Янджэ (Администрация Сочхогу) | 양재 (서초구청)     | 良才 (瑞草區廳)     | Линия 3            | 1,5                | 1,5             | Сеул    | Сочхогу  |  |
| D09           | Городской лес Янджэ (Мэхон)   | 양재시민의숲 (매헌) | 良才市民의숲 (梅軒) |                    | 1,6                | 3,1             | Сеул    | Сочхогу  |  |
| D10           | Чхонгесан                     | 청계산입구          | 淸溪山入口          |                    | 2,9                | 6               | Сеул    | Сочхогу  |  |
| D11           | Пхангё                        | 판교                | 板橋                |                    | 8,2                | 14,2            | Кёнгидо | Соннам   |  |
| D12           | Чонджа                        | 정자                | 亭子                | Пундансон          | 3,1                | 17,3            | Кёнгидо | Соннам   |  |
|               |                               |                     |                     |                    |                    |                 |         |          |  |